# Bundestagswahlkreis Nordfriesland – Dithmarschen Nord
Der Bundestagswahlkreis Nordfriesland – Dithmarschen Nord (Wahlkreis 2) ist ein Wahlkreis in Schleswig-Holstein für die Wahlen zum Deutschen Bundestag. Er umfasst den Kreis Nordfriesland und vom Kreis Dithmarschen die Stadt Heide sowie die Ämter Büsum-Wesselburen, Kirchspielslandgemeinden Eider und Kirchspielslandgemeinde Heider Umland.

## Geschichte
Der Wahlkreis Nordfriesland – Dithmarschen Nord hieß bei den Bundestagswahlen 1965 und 1969 Wahlkreis Husum. Er wurde für die Bundestagswahl 1965 aus dem ehemaligen Wahlkreis Husum – Südtondern – Eiderstedt und dem nördlichen Teil des ehemaligen Wahlkreises Norder- und Süderdithmarschen neu gebildet. Er hatte bei den Wahlen von 1965 bis 1972 die Nummer 3 und trägt seit der Bundestagswahl 1976 die Nummer 2. Von 1972 bis einschließlich 1998 wurde zwischen Dithmarschen und Nord ein Bindestrich gesetzt.
Das Gebiet des Wahlkreises bestand 1965 und 1969 aus dem Gebiet der Kreise Husum, Südtondern, Eiderstedt und Norderdithmarschen. Nach der Kreisreform in Schleswig-Holstein wurde der Wahlkreis für die Wahl 1972 aus dem neu gebildeten Kreis Nordfriesland und dem nördlichen Teil des ebenfalls neu gebildeten Kreises Dithmarschen zusammengesetzt. In dieser Form besteht der Wahlkreis bis heute.

## Wahlkreisabgeordnete
| Wahl | Abgeordneter | Abgeordneter           | Partei | Stimmen in % |
| ---- | ------------ | ---------------------- | ------ | ------------ |
| 1965 |              | Hermann Glüsing        | CDU    | 57,0         |
| 1969 | 53,2         | Hermann Glüsing        | CDU    |              |
| 1972 |              | Willi-Peter Sick       | CDU    | 46,5         |
| 1976 | 48,1         | Willi-Peter Sick       | CDU    |              |
| 1980 |              | Wolfgang Rayer         | SPD    | 44,9         |
| 1983 |              | Peter Harry Carstensen | CDU    | 52,7         |
| 1987 | 47,1         | Peter Harry Carstensen | CDU    |              |
| 1990 | 49,1         | Peter Harry Carstensen | CDU    |              |
| 1994 | 48,4         | Peter Harry Carstensen | CDU    |              |
| 1998 |              | Manfred Opel           | SPD    | 46,2         |
| 2002 |              | Peter Harry Carstensen | CDU    | 44,3         |
| 2005 |              | Ingbert Liebing        | CDU    | 47,9         |
| 2009 | 43,2         | Ingbert Liebing        | CDU    |              |
| 2013 | 49,8         | Ingbert Liebing        | CDU    |              |
| 2017 |              | Astrid Damerow         | CDU    | 45,1         |
| 2021 | 30,4         | Astrid Damerow         | CDU    |              |
| 2025 |              | Leif Erik Bodin        | CDU    | 32,7         |

## Wahlergebnisse

### Bundestagswahl 2025
| Kandidaten                                             | Kandidaten                   | Parteien/Listen     | Erststimmen | Erststimmen | Zweitstimmen | Zweitstimmen |
| Kandidaten                                             | Kandidaten                   | Parteien/Listen     | Stimmen     | %           | Stimmen      | %            |
| ------------------------------------------------------ | ---------------------------- | ------------------- | ----------- | ----------- | ------------ | ------------ |
|                                                        | Truels Reichardt             | SPD                 | 31.169      | 20,4        | 26.637       | 17,4         |
|                                                        | Leif Erik Bodingewählt im WK | CDU                 | 49.866      | 32,7        | 45.300       | 29,6         |
|                                                        | Denise Loop                  | GRÜNE               | 16.627      | 10,9        | 18.763       | 12,3         |
|                                                        | Gyde Jensen-Bornhöft         | FDP                 | 5.749       | 3,8         | 7.617        | 5,0          |
|                                                        | Kurt Klaus Kleinschmidt      | AfD                 | 24.472      | 16,0        | 24.564       | 16,1         |
|                                                        | Lars Thiele-Kensbock         | Die Linke           | 7.919       | 5,2         | 9.437        | 6,2          |
|                                                        | Lukas Knöfler                | SSW                 | 14.253      | 9,3         | 12.263       | 8,0          |
|                                                        | —                            | Die PARTEI          | –           | –           | 1.067        | 0,7          |
|                                                        | Maiken Vester                | FREIE WÄHLER        | 1.485       | 1,0         | 1.098        | 0,7          |
|                                                        | Mats Willy Rathmann          | Volt                | 1.172       | 0,8         | 1.023        | 0,7          |
|                                                        | —                            | MLPD                | –           | –           | 48           | 0,0          |
|                                                        | —                            | BÜNDNIS DEUTSCHLAND | –           | –           | 177          | 0,1          |
|                                                        | —                            | BSW                 | –           | –           | 4.906        | 3,2          |
| Gesamt                                                 | Gesamt                       | Gesamt              | 152.712     | 100         | 152.900      | 100          |
|                                                        |                              |                     |             |             |              |              |
| Ungültige Stimmen                                      | Ungültige Stimmen            | Ungültige Stimmen   | 1.043       | 0,7         | 855          | 0,6          |
| Wähler                                                 | Wähler                       | Wähler              | 153.755     | 82,7        | 153.755      | 82,7         |
| Wahlberechtigte                                        | Wahlberechtigte              | Wahlberechtigte     | 186.019     |             | 186.019      |              |
|                                                        |                              |                     |             |             |              |              |
| Quellen: Die Bundeswahlleiterin, Kandidaten – Ergebnis |                              |                     |             |             |              |              |

### Bundestagswahl 2021
| Direktkandidat       | Partei           | Erststimmen in % | Zweitstimmen in % |
| -------------------- | ---------------- | ---------------- | ----------------- |
| Astrid Damerow       | CDU              | 30,4             | 24,6              |
| Jens Peter Jensen    | SPD              | 27,8             | 26,3              |
| Gyde Jensen-Bornhöft | FDP              | 9,7              | 12,7              |
| Denise Loop          | GRÜNE            | 14,3             | 15,7              |
| Andrej Clasen        | AfD              | 5,7              | 6,1               |
| Hartmut Otto Jensen  | DIE LINKE        | 2,8              | 3,1               |
| -                    | Die PARTEI       | -                | 0,9               |
| Traymont Wilhelmi    | FREIE WÄHLER     | 1,0              | 0,7               |
| -                    | NPD              | -                | 0,1               |
| -                    | ÖDP              | -                | 0,1               |
| -                    | MLPD             | -                | 0,0               |
| Sandor Stolz         | dieBasis         | 1,6              | 1,3               |
| -                    | DKP              | -                | 0,0               |
| -                    | du.              | -                | 0,0               |
| Axel Frey            | LKR              | 0,2              | 0,0               |
| -                    | Die Humanisten   | -                | 0,1               |
| -                    | Tierschutzpartei | -                | 1,1               |
| Sybilla Lena Nitsch  | SSW              | 6,5              | 6,6               |
| -                    | Team Todenhöfer  | -                | 0,2               |
| -                    | Volt             | -                | 0,2               |
| -                    | V-Partei³        | -                | 0,1               |

Neben der direkt gewählten Astrid Damerow (CDU) konnten Gyde Jensen (FDP) und Denise Loop (Grüne) über ihre jeweiligen Landeslisten in den Deutschen Bundestag einziehen. Für Denise Loop ist dies die erste Legislaturperiode im Bundestag. Astrid Damerow und Gyde Jensen gehören dem Bundestag bereits seit 2017 an.

### Bundestagswahl 2017
Bei der Bundestagswahl 2017 waren 186.568 Einwohner wahlberechtigt, von denen 139.194 zur Wahl gingen. Die Wahlbeteiligung lag damit bei 74,6 % und hatte folgendes Ergebnis:
| Direktkandidat     | Partei       | Erststimmen | Erststimmen | Zweitstimmen | Zweitstimmen |
| Direktkandidat     | Partei       | Anzahl      | %           | Anzahl       | %            |
| ------------------ | ------------ | ----------- | ----------- | ------------ | ------------ |
| Astrid Damerow     | CDU          | 62.256      | 45.1        | 52.928       | 38.3         |
| Matthias Ilgen     | SPD          | 34.685      | 25.2        | 31.120       | 22.5         |
| Arfst Wagner       | GRÜNE        | 13.026      | 9.4         | 15.144       | 11.0         |
| Berthold Brodersen | FDP          | 11.105      | 8.1         | 18.050       | 13.1         |
| Michael Schilke    | DIE LINKE    | 7.102       | 5.2         | 8.589        | 6.2          |
| Jürgen Izdebski    | AfD          | 8.117       | 5.9         | 9.030        | 6.5          |
| –                  | NPD          | –           | –           | 301          | 0.2          |
| Michael Potthast   | FREIE WÄHLER | 1.606       | 1.2         | 867          | 0.6          |
| –                  | MLPD         | –           | –           | 63           | 0.0          |
| –                  | BGE          | –           | –           | 430          | 0.3          |
| –                  | ÖDP          | –           | –           | 173          | 0.1          |
| –                  | Die PARTEI   | –           | –           | 1.376        | 1.0          |
|                    |              |             |             |              |              |
| Gesamt             | Gesamt       | 137.897     | 100         | 138.071      | 100          |

### Bundestagswahl 2013
Zur Bundestagswahl am 22. September 2013 hat der Wahlkreis seinen bisherigen Zuschnitt unverändert beibehalten.
Bei der Wahl waren 186.177 Einwohner wahlberechtigt, von denen 131.527 zur Wahl gingen. Die Wahlbeteiligung lag damit bei 70,6 % und hatte folgendes Ergebnis:
| Direktkandidat            | Partei           | Erststimmen | Erststimmen | Zweitstimmen | Zweitstimmen |
| Direktkandidat            | Partei           | Anzahl      | %           | Anzahl       | %            |
| ------------------------- | ---------------- | ----------- | ----------- | ------------ | ------------ |
| Ingbert Liebing           | CDU              | 64.678      | 49,8        | 56.383       | 43,4         |
| Matthias Ilgen            | SPD              | 41.714      | 32,1        | 38.590       | 29,7         |
| Ulrich Schmück            | FDP              | 3.172       | 2,4         | 8.321        | 6,4          |
| Arfst Wagner              | GRÜNE            | 8.465       | 6,5         | 10.547       | 8,1          |
| Norbert Meixner           | DIE LINKE        | 4.653       | 3,6         | 5.733        | 4,4          |
| Oliver Sippel             | PIRATEN          | 2.467       | 1,9         | 2.413        | 1,9          |
| Volker Wiethüchter        | AfD              | 3.973       | 3,1         | 4.994        | 3,8          |
| –                         | RENTNER          | –           | –           | 561          | 0,4          |
| Jürgen Wilhelm Otto Töpke | NPD              | 757         | 0,6         | 733          | 0,6          |
| –                         | FREIE WÄHLER     | –           | –           | 755          | 0,6          |
| –                         | MLPD             | –           | –           | 45           | 0,0          |
| –                         | Tierschutzpartei | –           | –           | 969          | 0,7          |
|                           |                  |             |             |              |              |
| Gesamt                    | Gesamt           | 129.879     | 100         | 130.044      | 100          |

### Bundestagswahl 2009
Bei der Bundestagswahl 2009 waren 187.047 Einwohner wahlberechtigt, von denen 134.671 zur Wahl gingen. Die Wahlbeteiligung lag damit bei 72,0 %. Das Direktmandat gewann wie 2005 Ingbert Liebing (CDU).
| Direktkandidat       | Partei         | Erststimmen | Erststimmen | Zweitstimmen | Zweitstimmen |
| Direktkandidat       | Partei         | Anzahl      | %           | Anzahl       | %            |
| -------------------- | -------------- | ----------- | ----------- | ------------ | ------------ |
| Ingbert Liebing      | CDU            | 56.751      | 43,2        | 47.947       | 36,5         |
| Hanno Fecke          | SPD            | 36.642      | 27,9        | 32.239       | 24,5         |
| Ulrich Schmück       | FDP            | 15.184      | 11,6        | 22.605       | 17,2         |
| Valentin Seehausen   | GRÜNE          | 12.840      | 9,8         | 14.927       | 11,4         |
| Harry Otto Adolf Voß | DIE LINKE      | 8.208       | 6,3         | 8.836        | 6,7          |
| Arne Kaehne          | NPD            | 1.231       | 0,9         | 1.126        | 0,9          |
| –                    | PIRATEN        | –           | –           | 2.233        | 1,7          |
| –                    | RENTNER        | –           | –           | 1.293        | 1,0          |
| –                    | DVU            | –           | –           | 194          | 0,1          |
| –                    | MLPD           | –           | –           | 53           | 0,0          |
| Sönke Albertsen      | Einzelbewerber | 433         | 0,3         | –            | –            |
|                      |                |             |             |              |              |
| Gesamt               | Gesamt         | 131.289     | 100         | 131.453      | 100          |

### Bundestagswahl 2005
Bei der Bundestagswahl 2005 waren 184.580 Einwohner wahlberechtigt, von denen 143.778 zur Wahl gingen. Die Wahlbeteiligung lag damit bei 77,9 % und hatte folgendes Ergebnis:
| Direktkandidat  | Partei        | Erststimmen | Erststimmen | Zweitstimmen | Zweitstimmen |
| Direktkandidat  | Partei        | Anzahl      | %           | Anzahl       | %            |
| --------------- | ------------- | ----------- | ----------- | ------------ | ------------ |
| Ingbert Liebing | CDU           | 67.786      | 47,9        | 59.034       | 41,7         |
| Ralf Heßmann    | SPD           | 56.380      | 39,8        | 51.307       | 36,2         |
| Veronika Kolb   | FDP           | 5.907       | 4,2         | 14.270       | 10,1         |
| Irene Fröhlich  | GRÜNE         | 5.670       | 4,0         | 8.854        | 6,2          |
| Uwe Wendt       | Die Linke.PDS | 4.542       | 3,2         | 5.475        | 3,9          |
| Uwe Schäfer     | NPD           | 1.213       | 0,9         | 1.190        | 0,8          |
| –               | FAMILIE       | –           | –           | 1.508        | 1,1          |
| –               | MLPD          | –           | –           | 82           | 0,1          |
|                 |               |             |             |              |              |
| Gesamt          | Gesamt        | 141 498     | 100         | 141 720      | 100          |